# اقتصاد إسكتلندا في أوائل العصر الحديث

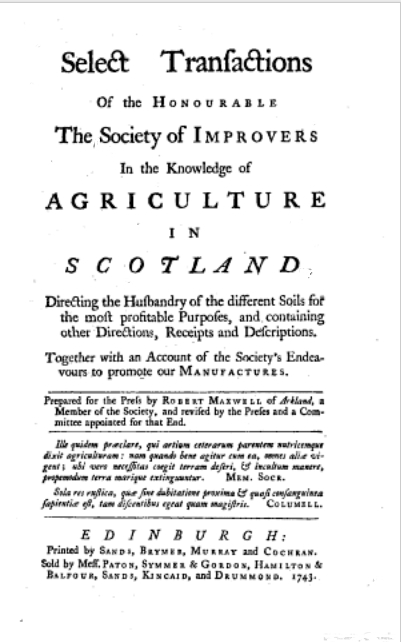

يشمل اقتصاد اسكتلندا في أوائل العصر الحديث جميع الأنشطة الاقتصادية في اسكتلندا بين أوائل القرن السادس عشر ومنتصف القرن الثامن عشر. تتوافق هذه الفترة تقريبًا مع بداية العصر الحديث في أوروبا، بدءًا من عصر النهضة والإصلاح، وانتهاءًا بأخر انتفاضات اليعاقبة وبداية الثورة الصناعية.
في بداية هذه الفترة، كانت اسكتلندا تندرج تحت قائمة البلدان الفقيرة نسبيًا، مع تضاريس صعبة وشحّ في وسائل النقل، وكانت تعتمد على طرق الزراعة التقليدية للمزارع المشتركة ولأكواخ المزارعين. شهدت فترة أواخر القرن السادس عشر ضائقة اقتصادية وتضخمًا ومجاعة، إلا أنها شهدت أيضًا بدايات الإنتاج الصناعي بالتوازي مع استيراد تقنيات جديدة إلى البلاد. أما في القرن السابع عشر، فقد شهد الازدهار الاقتصادي الذي قادته التجارة، خاصة إلى إنجلترا ومع الأمريكتين، وذلك على الرغم من مشاكل التعريفات الجمركية. استمرت المجاعة لفترات متقطعة وبلغت ذروتها في فترة «سنوات المرض السبع»، وذلك في تسعينيات القرن السابع عشر. انتهت محاولات إنشاء مستعمرة اسكتلندية في أمريكا الوسطى كجزء من مشروع دارين بكارثة في تسعينيات القرن السابع عشر. بعد الاتحاد مع إنجلترا في عام 1707، تزايد إدخال التحسينات إلى الزراعة، ما ساهم بدوره في تطوير إمدادات الغذاء وإنماء التجارة مع الأمريكيين، والتي نتج عنها ظهور لوردات التبغ في مدينة غلاسكو (وهم مجموعة تجار من مدينة غلاسكو حققوا ثروات هائلة عن طريق تجارة التبغ من مملكة بريطانيا العظمى)، والتجارة في السكر والرُّم، بينما تخصصت مدينة بيزلي بصناعة الملابس. أيضًا كان هناك تطوير للمؤسسات المالية، بما في ذلك بنك اسكتلندا والبنك الملكي الإسكتلندي وشركة بريتيش لينين، وتحسين الطرقات؛ إذ ساعد كلاهما في تسهيل الثورة الصناعية التي كان من شأنها أن تتسارع في أواخر القرن الثامن عشر.

## القرن السادس عشر

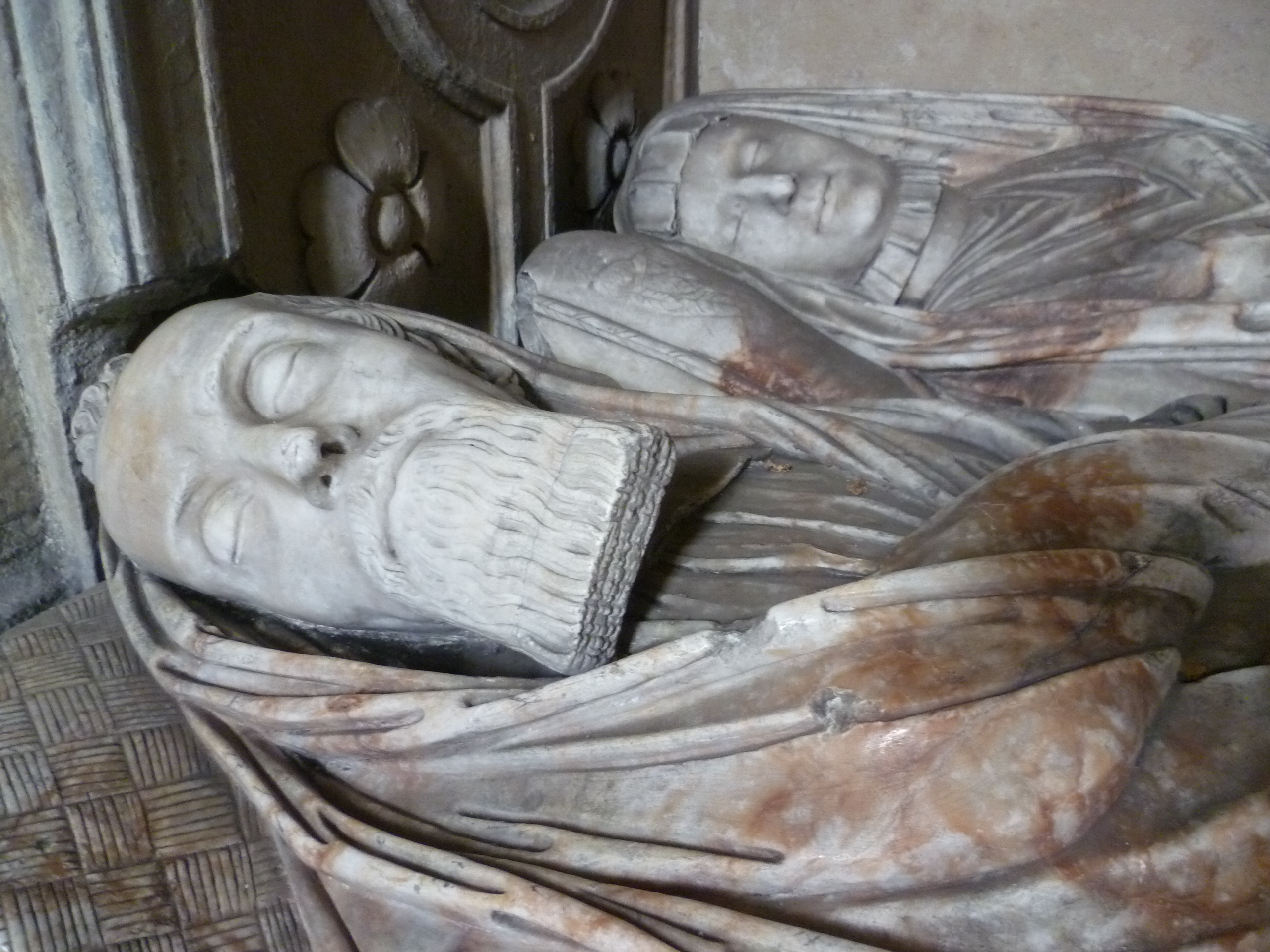
تماثيل السير جورج بروس من كارنوك (توفي عام 1625) والسيدة بروس في الجناح الشمالي لدير كولروس، إسكتلندا

### الزراعة
أدلت المؤرخة الاسكتلندية جيني وورمالد بتعليقها «إن الحديث عن اسكتلندا كدولة فقيرة هو حقيقة بديهية». في بداية هذه الفترة، وفي ظل التضاريس الصعبة والطرق السيئة ووسائل النقل المحدودة، كان هناك حركة تجارية خجولة بين مناطق مختلفة من البلاد، وكان اعتماد معظم المستوطنات على ما يُنتج محليًا، مع احتياطي قليل جدًا في السنوات السيئة. أما بالنسبة للأعمال الزراعية، فكان معظمها يعتمد على المزارع المشتركة في الأراضي المنخفضة أو أكواخ المزارعين في المرتفعات، وهي مستوطنات تحوي عددًا قليلًا من العائلات التي تتشارك بزراعة منطقة مناسبة محليًا لحراثتها من قبل مجموعتين أو ثلاثة، والتي تُخصص للمزارعين المستأجرين وفق نظام حيازة الأراضي الإسكتلندي رن ريغز، في إشارة بكلمة «رن» إلى الأخاديد و«ريغز» إلى السلاسل. كانوا يقومون عادةً بريّ المنحدرات لتصل المياه إلى الأراضي الرطبة والجافة على حد سواء، ما ساعدهم في تعويض المشاكل الناتجة عن الظروف الجوية القاسية. أُجري معظم أعمال الحراثة بواسطة محراث خشبي ثقيل مزود بشفرة حديدية رأسية تجرّه الثيران التي كانت تمتاز بفعالية أكبر في التربة الاسكتلندية الثقيلة، وتكاليف إطعامها أرخص من الخيول.

### التجارة
ازدهرت التجارة في ثلاثينيات القرن السادس عشر، والتي كانت في مستوى متدنِ في بداياته، إلا أنها تضررت جراء غزوات الإنجليز في الحرب الاسكتلندية الإنجليزية «الراف وُوينغ» التي اندلعت في أربعينيات القرن السادس عشر. شهدت اسكتلندا منذ أواسط القرن السادس عشر انخفاضًا في الطلب على صادرات القماش والصوف إلى أوروبا، فكان رد الاسكتلنديين بيع كميات أكبر من السلع التقليدية، وزيادة إنتاج الملح والفحم وأسماك الرنجة. كانت الثروات الناتجة عن تجارة التصدير للبلدات الاسكتلندية المتمتعة بالحكم الذاتي تتغير على مدار القرن. شهدت مدينة هادينغتون، التي كانت إحدى المراكز التجارية الرئيسية في أواخر العصور الوسطى، انهيار حصتها من الصادرات الأجنبية في القرن السادس عشر. أما مدينة أبردين، فقد حافظت على ثبات حصتها من التجارة خلال معظم القرن، إلا أنها تراجعت في العقد الأخير. تزايدت أهمية الموانئ الصغيرة الموجودة في مقاطعة فايف، وكان لمدينة إدنبرة حصة متزايدة من التجارة من خلال مينائها الشمالي ليث، ما أجبر الموانئ الأصغر على التنويع في البضائع والسلع الأخرى وعلى تعهد المزيد من التجارة الشاطئية. على العموم، كانت التجارة الخارجية في حالة من التزايد منذ سبعينيات القرن السادس عشر، إذ حصلت مدينة إدنبرة على حصة الأسد منها.

### المرأة والاقتصاد
لعبت المرأة دورًا مهمًا باعتبارها جزءًا من القوى العاملة. كان العديد من النساء غير المتزوجات يعملن خادماتٍ في المزارع بعيدًا عن عائلاتهن، أما المتزوجات منهن، فقد عملن مع أزواجهن حول المزرعة، وشاركن في جميع المهام الزراعية الرئيسية. لعبت النساء دورًا خاصًا، إذ كنّ يحصدن المحاصيل في مواسم الحصاد ليشكّلن الجزء الأكبر من الفريق التابع لمجموعة  باندوين الزراعية (وهي مجموعة من العمال الزراعيين الذين أوكلت إليهم مهام تنفيذ الحصاد). وكان لهن دور بارز في توسيع الصناعات النسيجية، إذ كنّ يغزلن خيوط السدى ويجمعنها ليحيكها الرجال. وهناك أدلة على مشاركة النساء العازبات في نشاط اقتصادي مستقل، بشكل خاص للأرامل اللاتي كُنّ يعملن في الأمور الإدارية للمدارس، وتخمير الجعة، والتجارة.

### الانكماش الاقتصادي والصناعة الأولية
شهدت فترة أواخر القرن السادس عشر حقبة من الاضطرابات الاقتصادية، ويُرجح أنها تفاقمت بسبب زيادة الضرائب وانخفاض قيمة العملة. في عام 1582، كان رطل الفضة يساوي 640 شلنًا، لكن في عام 1601، أصبح يساوي 960 شلنًا، وكان سعر الصرف مع إنجلترا 6 جنيهات اسكتلندية مقابل جنيه إسترليني واحد وذلك في عام 1565، إلا أنه انخفض إلى 12 جنيه إسترليني بحلول عام 1601. ارتفعت الأجور سريعًا، بمقدار أربع أو خمس مرات وذلك بالفترة بين عام 1560 وحتى نهاية القرن، إلا أنها فشلت في مواكبة هذا التضخم. تخلل هذا الوضع انهيارات متكررة في مواسم الحصاد، إذ شهد نصفُ سنوات النصف الثاني من القرن السادس عشر تقريبًا نقصًا في المؤن على المستوى الوطني والمحلي، ما استلزم شحن كميات كبيرة من الحبوب من بحر البلطيق، وعُرفت باسم «حالة الطوارئ في صوامع حبوب اسكتلندا». جرت عمليات الشحن هذه على وجه الخصوص من بولندا عبر ميناء دانزيغ (غدانسك)، ولاحقًا عبر ميناءَي كونيغسبرغ وريغا، وأصبحت عمليات شحن الحبوب الروسية، والموانئ السويدية، ذات أهمية. كانت هذه التجارة هامة جدًا، إذ ساهمت في تأسيس المستعمرات الاسكتلندية في هذه الموانئ.